# Словенија на Зимским олимпијским играма 2018.
Словенија је учествовала на Зимским олимпијским играма 2018. које се одржавају у Пјонгчанг у Јужној Кореји од 9. до 25. фебруара 2018. године. Олимпијски комитет Словеније послао је 71 квалификованог спортисту у девет спортова. 
Спортисти Словеније освојили су две медаље у биатлону и сноубордингу.

## Освајачи медаља

### Сребро
- Јаков Фак — Биатлон, појединачно 20 км

### Бронза
- Жан Кошир — Сноубординг, паралелни велеслалом

## Учесници по спортовима
| Спорт                 | Мушкарци | Жене | Укупно |
| --------------------- | -------- | ---- | ------ |
| Алпско скијање        | 6        | 5    | 11     |
| Биатлон               | 5        | 2    | 7      |
| Нордијска комбинација | 2        | 0    | 2      |
| Санкање               | 1        | 0    | 1      |
| Скијашки скокови      | 5        | 4    | 9      |
| Скијашко трчање       | 2        | 6    | 8      |
| Слободно скијање      | 1        | 0    | 1      |
| Сноубординг           | 5        | 2    | 7      |
| Хокеј на леду         | 25       | 0    | 25     |
| 9 спортова            | 52       | 19   | 71     |